# Marismas del Odiel
Marismas del Odiel este o arie protejată (sit de importanță comunitară — SCI, arie de protecție specială avifaunistică — SPA) din Spania întinsă pe o suprafață de 6.618,09 ha, integral pe uscat.

## Localizare
Centrul sitului Marismas del Odiel este situat la coordonatele 37°15′06″N 6°58′44″W / 37.2517°N 6.9788°V.

## Înființare
Situl Marismas del Odiel a fost declarat arie de protecție specială avifaunistică în septembrie 1987 pentru a proteja 4 specii de plante și 120 de specii de animale. Situl a fost protejat și ca sit de importanță comunitară în ianuarie 2001.

## Biodiversitate
Situată în ecoregiunile marină Atlantică și mediteraneană, aria protejată conține 17 habitate naturale: Dune de coastă cu Juniperus spp., Dune de coastă fixe cu vegetație erbacee („dune gri”), Depresiuni intradunale umede, Tufărișuri termo-mediteraneene și de pre-deșert, Salicornia și alte specii anuale care populează regiunile mlăștinoase și nisipoase, Dune împădurite cu Pinus pinea și/sau Pinus pinaster, Iazuri temporare mediteraneene, Matorral arborescenți cu Juniperus spp., Dune mobile de-a lungul țărmului cu Ammophila arenaria („dune albe”), Dune cu tufărișuri sclerofile Cisto-Lavenduletalia, Pajiștile Spartina (Spartinion maritimae), Vegetație anuală la limita mareei, Tufărișuri halofile mediteraneene și termo-atlantice (Sarcocornetea fruticosi), Estuare, Terase mlăștinoase și terase nisipoase neacoperite de apă la reflux, Pajiști umede mediteraneene cu ierburi înalte de Molinio-Holoschoenion, Dune cu vegetație ierboasă Malcolmietalia.
La baza desemnării sitului se află mai multe specii protejate:
- plante (4): Armeria velutina, Gaudinia hispanica, Marsilea strigosa, Thymus carnosus
- păsări (114): privighetoare-de-baltă (Acrocephalus melanopogon), fluierar de munte (Actitis hypoleucos), alca (Alca torda), pescăruș albastru (Alcedo atthis), rață sulițar (Anas acuta), rață pitică (Anas crecca), rață mare (Anas platyrhynchos), gâscă cenușie (Anser anser), egretă mare (Ardea alba), stârc cenușiu (Ardea cinerea), stârc roșu (Ardea purpurea), stârc galben (Ardeola ralloides), pietruș (Arenaria interpres), ciuf de câmp (Asio flammeus), rață-cu-cap-castaniu (Aythya ferina), rața moțată (Aythya fuligula), rață roșie (Aythya nyroca), buhai de baltă (Botaurus stellaris), Bubulcus ibis, pasărea ogorului (Burhinus oedicnemus), șorecarul comun (Buteo buteo), Calidris alba, fugaci de țărm (Calidris alpina), Calidris canutus, fugaci roșcat (Calidris ferruginea), Calidris maritima, fugaci mic (Calidris minuta), bătăuș (Calidris pugnax), Caprimulgus ruficollis, prundăraș de sărătură (Charadrius alexandrinus),  prundaș gulerat mic (Charadrius dubius), prundaș gulerat mare (Charadrius hiaticula), chirichița cu obraz alb (Chlidonias hybrida), chirighiță neagră (Chlidonias niger), barză albă (Ciconia ciconia), barză neagră (Ciconia nigra), erete de stuf (Circus aeruginosus), erete vânăt (Circus cyaneus), erete cenușiu (Circus pygargus), dumbrăveancă (Coracias garrulus), egretă mică (Egretta garzetta), șoim de iarnă (Falco columbarius), Falco naumanni, șoim călător (Falco peregrinus), vânturel roșu (Falco tinnunculus), vânturel de seară (Falco vespertinus), lișiță (Fulica atra), Fulica cristata, becațină comună (Gallinago gallinago), găinușă de baltă (Gallinula chloropus), cufundar mare (Gavia immer), pescăriță râzătoare (Gelochelidon nilotica), ciovlica roșcată (Glareola pratincola), scoicar (Haematopus ostralegus), piciorong (Himantopus himantopus), Hydrocoloeus minutus, pescăriță mare (Hydroprogne caspia), stârc pitic (Ixobrychus minutus), Larus argentatus, Larus audouinii, pescăruș negricios (Larus fuscus), Larus genei, Larus marinus, pescăruș-cu-cap-negru (Larus melanocephalus), Larus michahellis, pescăruș râzător (Larus ridibundus), sitar de mal nordic (Limosa lapponica), sitar de mâl (Limosa limosa), becațină mică (Lymnocryptes minimus), rață fluierătoare (Mareca penelope), rață pestriță (Mareca strepera), Marmaronetta angustirostris, rață neagră (Melanitta nigra), Mergus serrator, gaia neagră (Milvus migrans), rață cu ciuf (Netta rufina), Numenius arquata arquata, Numenius phaeopus, stârc de noapte (Nycticorax nycticorax), Oxyura leucocephala, vultur pescar (Pandion haliaetus), Phalacrocorax aristotelis aristotelis, Phalacrocorax aristotelis desmarestii, cormoran mare (Phalacrocorax carbo carbo), flamingo roz (Phoenicopterus roseus), lopătar (Platalea leucorodia), țigănuș (Plegadis falcinellus), ploier auriu (Pluvialis apricaria), ploier argintiu (Pluvialis squatarola), corcodel-urechiat (Podiceps auritus), corcodel mare (Podiceps cristatus), corcodel-cu-gât-negru (Podiceps nigricollis), Porphyrio porphyrio porphyrio, Puffinus mauretanicus, ciocântors (Recurvirostra avosetta), Rissa tridactyla, sitar de pădure (Scolopax rusticola), Spatula clypeata, rață cârâitoare (Spatula querquedula), chiră de baltă (Sterna hirundo), Sterna paradisaea, chiră mică (Sternula albifrons), corcodel mic (Tachybaptus ruficollis), călifar alb (Tadorna tadorna), chiră de mare (Thalasseus sandvicensis), fluierar negru (Tringa erythropus), fluierar de mlaștină (Tringa glareola), fluierar cu picioare verzi (Tringa nebularia), fluierarul de zăvoi (Tringa ochropus), fluierar de lac (Tringa stagnatilis), fluierarul cu picioare roșii (Tringa totanus), Turnix sylvaticus, Uria aalge, nagâț (Vanellus vanellus)
- amfibieni (1): Discoglossus galganoi
- mamifere (2): vidră de râu (Lutra lutra), râs iberic (Lynx pardinus)
- reptile (3): Caretta caretta, țestoasa de baltă (Emys orbicularis), Mauremys leprosa

Pe lângă speciile protejate, pe teritoriul sitului au mai fost identificate 23 de specii de plante, 16 specii de păsări, 2 specii de amfibieni, 1 specie de mamifere, 3 specii de nevertebrate, 1 specie de pești, 2 specii de reptile.